# Glosario
Un glosario es una recopilación de definiciones o explicaciones de palabras que versan sobre un mismo tema u ordenada de forma alfabética.Es común que se los incluya como anexo al final de libros,cuentos, investigaciones, tesis o enciclopedias, poco conocidos, de difícil interpretación o que no sean comúnmente utilizados en el contexto en que aparecen. De esta forma, un glosario no es lo mismo que un diccionario y tienen la característica de dar conceptos, tienen una ligera diferencia: en el glosario sólo se puede encontrar términos propios de un campo o de un libro específico; mientras que el diccionario se utiliza para comprenderlo.

## Etimología
La palabra latina glōssārium se compone de dos palabras:
- glōssa, sustantivo que hace referencia a: «palabras foráneas»[3]
- -arium, sufijo que hace referencia a: «un lugar en donde se guardan cosas»[4]

De lo anterior, glōssārium se puede traducir como 'lugar de colección de palabras foráneas'.